# 244P/Scotti
244P/Scotti, komet Jupiterove obitelji